# Chiharu Shiota
Chiharu Shiota (Osaka, Japón, 1972) es una artista japonesa reconocida por sus trabajos de performance e instalación. En sus obras confronta preocupaciones humanas fundamentales como son la vida y la muerte, o la memoria. Esto lo plasma en instalaciones a gran escala en las que utiliza variedad de medios, entre ellos  elementos escultóricos, fotografías, dibujos y vídeos, creando ambientes poéticos y delicados. Estos mismos intereses temáticos se aplican a toda su obra, no sólo a las instalaciones. Desde 1996, vive y trabaja en Berlín, Alemania.  
Expone regularmente en galerías y museos de Madrid, París, Nueva York, Londres, Helsinki  y Berlín, así como en Osaka (National Museum of Art) e Hiroshima (Museo de Arte Contemporáneo). Ha participado en las bienales de Venecia de 2011 y 2015, y en la de Gwangju, en 2006.Su obra también ha estado expuesta en el Art Basel, en 2013. Junto con Sasha Waltz ha creado escenografías para las óperas de Matsukaze, y de Tristan e Isolda, de Richard Wagner, en el KielTeater de Alemania. 
En abril de 2024, la Fundació Antoni Tàpies invitó a Shiota a realizar una intervención concebida especialmente para los espacios expositivos del museo, reconociendo así los paralelismos entre los dos artistas, con motivo de la celebración del Año Tàpies.

## Obra
En sus obras trabaja, por un lado, con el cuerpo como espacio de intervención, creando performances en las que experimenta el vínculo con la tierra, el pasado y la memoria. Por otro lado, también hace lo que posiblemente sea la parte más conocida de su obra, y que se basa en instalaciones hechas de hilo, normalmente negro, que a menudo cierran y se unen con diversos objetos personales, del hogar y del día a día, interior. Así pues, parte de esos objetos para la creación artística. Son ejemplos venas rotas, zapatos, ropa usada o pianos quemados. También utiliza la lana, como material principal en sus obras: «Utilizo vestidos porque para mí son la segunda piel humana». 
Chiharu Siota utiliza igualmente estos objetos pensando o imaginando aquellos recuerdos que habrán quedado grabados en cada uno de ellos, dado que trata, sobre todo, temas como la memoria y el olvido, y los rastros del pasado que afrontan la ansiedad.  También explora cuestiones como “¿qué significa estar vivo?” o “¿qué es la existencia?”, así como otras temáticas relacionadas con la vida y la muerte, o las oportunidades y la esperanza.
Con estas instalaciones, la artista pretende despertar en el espectador sentimientos como la seguridad y el temor, la fascinación, el desagrado, o incluso la repulsión. Las instalaciones de Chiharu Shiota pretenden revivir los recuerdos del pasado y llevar al espectador a un lugar onírico donde se desarrolla un estado de ansiedad, debido a una atmósfera opresiva y claustrofóbica.

## Formación
Chiharu Shiota es heredera de toda una generación de artistas feministas de principios de los 70.  Una generación de creadoras que ha ganado la atención internacional en los últimos años debido a la relación de su arte con el cuerpo . Así, ella trabaja con su cuerpo como espacio de intervención. 
Otras artistas que le han influenciado han sido Marina Abramovic y Rebecca Horn (ambas compañeras de estudios en Berlín), Ana Mendieta, Janine Antoni, Louise Bourgeois y Carolee Schneemann, precursoras de la instalación performativa en la que Shiota construye su lenguaje. 
Chiharu Shiota se formó en Japón, donde estudió Bellas Artes, y siguió estudiando en Berlín con Marina Abramovic y Rebecca Horn.  Su educación en alemana con estas artistas es una de las claves de su lenguaje pictórico. 
Al mismo tiempo, debido a su primera formación y lugar de procedencia, está muy influenciada por las tradiciones propias de su país y su obra cuenta con elementos referenciales de su cultura. 